# Mahdia (stad)
Mahdia (Arabisch: المهدية) is een havenstad aan de Middellandse Zee in het Mahdia-gouvernement in Tunesië.

## Geschiedenis
De Feniciërs stichtten in het 1e millennium v.Chr. op het 1400 m lange schiereiland een havenstad, die ook nog in de Carthaagse, Romeinse en Byzantijnse periode bestond. Tijdens de Romeinse periode werd de stad Aphrodisium genoemd. In 1907 werd in de zee bij Mahdia een met 70 marmeren pilaren geladen Romeins zeilschip van 40 m lang gevonden, dat rond 100 v.Chr. is vergaan. De oude stad werd rond 700 door de Arabieren verwoest. Kalief Ubayd Allah al-Mahdi bouwde in 921 op dezelfde plaats een nieuwe stad, die hij Mahdia noemde. Deze stad was van 921 tot 969 de hoofdstad van het kalifaat van de Fatimiden. In 945-946 werd de stad belegerd door de Kharidjieten onder leiding van Abu Yazid, maar ze werd niet ingenomen. In 1057 werd Mahdia de hoofdstad van de Ziriden, die door de Banu Hilal uit Kairouan waren verdreven. In 1087 voerden de Pisanen en Genuezen een aanval uit op de stad. Deze plunderexpeditie, in een context van expanderend Latijns christendom, was een voorafschaduwing van de Eerste Kruistocht. In 1148 werd de stad ingenomen door Rogier II van Sicilië en in 1160 werd Mahdia veroverd door de Berberse Almohaden.
De haven werd een steunpunt van Barbarijse zeerovers. Een Frans-Genuees beleg probeerde daar in 1390 paal en perk aan te stellen, maar deze Kruistocht tegen Mahdia mislukte. In de 16e eeuw ging de piraterij verder en was Mahdia de basis van de Ottomaanse admiraal Turgut Reis. In opdracht van keizer Karel V veroverde Andrea Doria de stad in 1550. De tegenaanval van Turgut Reis werd het volgende jaar afgeslagen. Vanwege de financiële last van het Spaanse garnizoen dat de vesting bemande, bood Karel V de stad in 1553 aan aan de Orde van Malta. Toen zij weigerden, liet de keizer de versterkingen van Mahdia ontmantelen door Hernando de Acuña. Kort nadien kregen de Ottomanen de stad weer in handen, maar het strategische belang ervan keerde niet terug.

## Toerisme

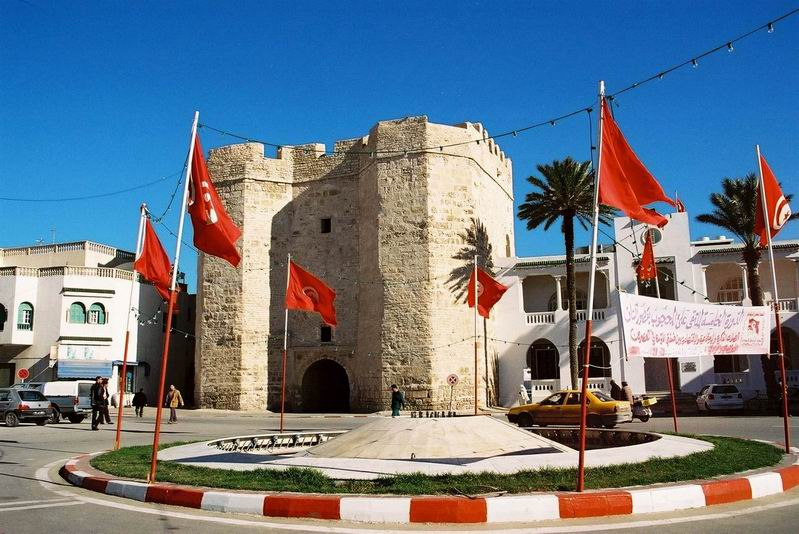
De 16e-eeuwse poort

Mahdia is heden een kleine badplaats, die het vooral moet hebben van het toerisme. Een van de belangrijkste trekpleisters van de stad is de uit de 16e eeuw stammende skifa el kahla (letterlijk: donkere doorgang), de versterkte toegangspoort naar het historische stadscentrum (medina).